# Monstera lechleriana
Monstera lechleriana é uma espécie de plantas com flores. Foi descrito pela primeira vez por Heinrich Wilhelm Schott .  Monstera lechleriana pertence ao gênero Monstera, e está relacionada com Araceae.
Este tipo de planta pode ser encontrado em:
- Peru
- Equador
- Venezuela
- Costa Rica
- sudoeste do México
  - Golfo do México
- Bolívia
- Colômbia
- Belize
- Panamá